# Trầm tích đỏ

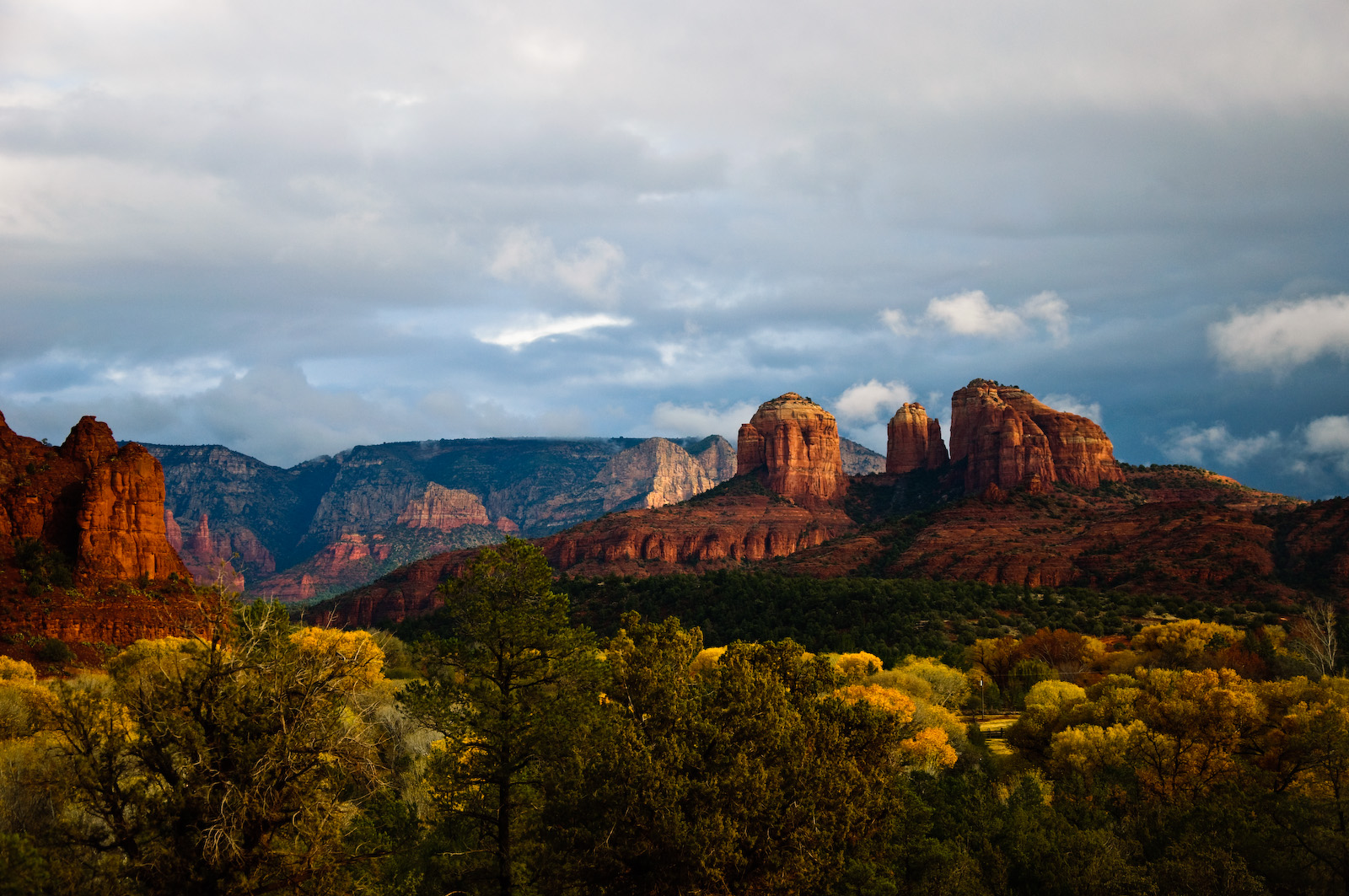
Trầm tích đỏ ở Arizona

Trầm tích đỏ là một loại đá trầm tích có chứa sa thạch, bột kết và đá phiến sét, có màu đỏ do chứa Sắt(III) oxit.